# SS-Rottenführer
A Rottenführer (szó szerint: szakaszvezető) a Schutzstaffel (SS) tizedesi rendfokozata, amit 1932-ben vezettek be. 
Ezt a rangot használta a Sturmabteilung (SA) is.

## Bevezetése
A Rottenführer rangot 1932-ben hozták létre, SA-rangként. 
Mivel a korai SS rangok megegyeztek az SA rangjaival, a Rottenführer ideiglenesen SS ranggá is vált. A Rottenführer volt az első SS és SA pozíció, amely parancsnokságot vezethetett más katonai csapatok felett.

## Rangjelzések

A Rottenführer hajtókajelzése

Rottenführer válljelzése

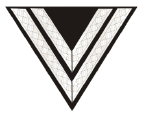
Rottenführer kabátjelzése

## Fordítás
Ez a szócikk részben vagy egészben  a   Sturmbannführer című angol Wikipédia-szócikk fordításán alapul.  Az eredeti cikk szerkesztőit annak laptörténete sorolja fel. Ez a jelzés csupán a megfogalmazás eredetét és a szerzői jogokat jelzi, nem szolgál a cikkben szereplő információk forrásmegjelöléseként.